# Crnoglavi tinamu
Crnoglavi tinamu (lat. Nothocercus nigrocapillus) je vrsta ptice iz roda Nothocercus iz reda tinamuovki. Živi u planinskim šumama Bolivije i Perua na nadmorskim visinama između 1.550 i 3.000 metara.

## Taksonomija
Crnoglavi tinamu ima dvije podvrste. To su:
- N. nigrocapillus cadwaladeri živi u Andama sjeverozapadnog Perua.
- N. nigrocapillus nigrocapillus živi u Andama središnjeg Perua i Bolivije.

## Opis
Dug je oko 33 centimetara. Svjetlo-smeđe je boje, i pomalo je pjegav. Pjege su crne boje. Trbuh je blijeđe boje od ostatka tijela.
Hrani se plodovima s tla ili niskih grmova. Također se hrani i malom količinom manjih beskralježnjaka i biljnih dijelova. Mužjak inkubira jaja koja mogu biti od čak četiri različite ženke. Inkubacija obično traje 2-3 tjedna. 